# Молва (деревня)
Молва — деревня в Серовском районе Свердловской области России. Входит в Сосьвинский муниципальный округ.
Ранее деревня входила в состав Кошайского сельсовета Серовского района.

## Этимология
Название деревни восходит к мансийскому слову молва, означающему «толокнянка».

## История
В «Списке населённых мест Российской империи» 1869 года Мольинское (Молва) упомянуто как деревня Верхотурского уезда Пермской губернии, при реке Сосьве, расположенная в 76 верстах от уездного города Верхотурья. В деревне насчитывалось 29 дворов и проживало 164 человека (73 мужчины и 91 женщина).

## География
Деревня находится в северной части области, на расстоянии 12 километров к юго-юго-западу от посёлка Сосьва, на правом берегу реки Молвы (правого притока Сосьвы).
Абсолютная высота — 78 метров над уровнем моря.

## Население
| 2002 | 2010 | 2021 |
| ---- | ---- | ---- |
| 51   | →51  | ↘16  |

Согласно результатам переписи населения 2002 года, в деревне Молве проживал 51 человек — все русские.

## Улицы
В деревне Молве одна улица — Луговая.

## Транспорт
В двух километрах восточнее деревни находится остановочный пункт 101 км Свердловской железной дороги.